# Riders Tour 2021/2022

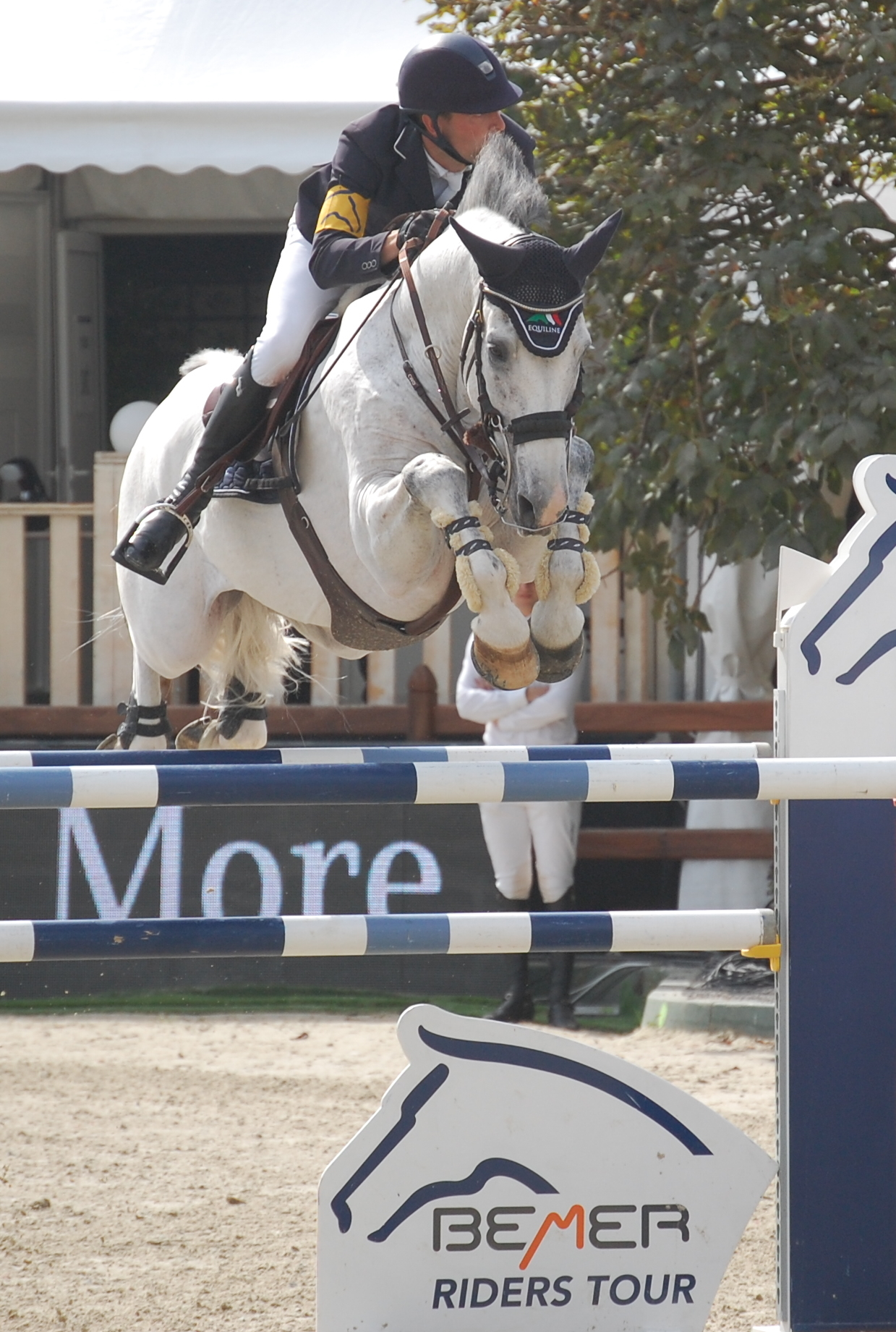
Trug die goldene Armbinde des Führenden der BEMER-Riders Tour-Gesamtwertung bereits ab der zweiten Etappe: Patrick Stühlmeyer

Die BEMER-Riders Tour 2021/2022 war die 20. Saison der Riders Tour, einer international ausgeschriebenen Turnierserie im Springreiten.
Das Programm der Saison umfasste Wertungsprüfungen auf CSI 2*- und 3*-Turnieren. Organisator der Riders Tour ist eine gleichnamige GmbH, deren Geschäftsführer Paul Schockemöhle ist. Titelsponsor der Serie ist die BEMER Int. AG.

## Ablauf der Turnierserie
Nachdem die Riders Tour 2020 aufgrund der COVID-19-Pandemie entfallen war, startete auch die Saison 2021/2022 unter besonderen Rahmenbedingungen. Während der noch andauernden COVID-19-Pandemie waren zwar Sportveranstaltungen für professionelle Sportler in Deutschland zugelassen, jedoch nur ohne Zuschauer und unter besonderen Hygienekonzepten.
Als Nachwirkung eines großen Ausbruch des Equinen Herpesvirus 1 (EHV-1) im Februar/März 2021, der den Turniersport im März 2021 in Europa völlig zum Erliegen brachte, verlangte die FEI ebenso aufwändige Hygienekonzepte für die Pferde bei den Turnieren.
Dies führte zu Planungsunsicherheiten, hohen Kosten und fehlenden Einnahmen für die Turniere, bei denen (im Gegensatz vielen Turnieren der Global Champions Tour) die Zuschauereinnahmen ansonsten ein wichtiger Teil der Finanzplanung sind. Unter diesen Bedingungen stellten die Organisatoren der Riders Tour eine Serie von Turnieren zusammen, die sich deutlich von den Riders Touren früherer Jahre unterschied. Vielfach in diesem Jahr nur als CSI 2* ausgeschrieben, waren zwei süddeutsche Turniere neu dabei und erstmals wurden an einem Standort mehr als eine Etappe der Riders Tour ausgetragen.
Die Ausschreibung der Wertungsprüfungen hingegen blieb konstant: Sie waren jeweils als Springprüfung mit zwei unterschiedlichen Umläufen ausgeschrieben. Aus dem ersten Umlauf wurden die Strafpunkte nicht übernommen, damit entsprach das Prüfungsformat (bis auf die Startreihenfolge im zweiten Umlauf) weitgehend einer Springprüfung mit Siegerrunde. Das beste Viertel der Teilnehmer des ersten Umlaufs qualifizierte sich für den zweiten Umlauf.
Wertungspunkte wurden bei den Wertungsprüfungen wie folgend vergeben:
| Platz  | 1  | 2  | 3  | 4  | 5  | 6  | 7 | 8 | 9 | 10 | 11 | 12 | 13 | 14 | 15 |
| Punkte | 20 | 17 | 15 | 13 | 11 | 10 | 9 | 8 | 7 | 6  | 5  | 4  | 3  | 2  | 1  |

## Die Prüfungen

### Hagen a.T.W. (Horses & Dreams)
Das Turnier „Horses & Dreams“ in Hagen am Teutoburger Wald war im Jahr 2021 erst das zweite international ausgeschriebene Springreit-Turnier in Deutschland – nach einem CSI 2* in Luhmühlen/Westergellersen ein Wochenende zuvor. In den Monaten zuvor hatten die deutschen Reiter nur die Möglichkeit gehabt, in auf die Ausrichtung von Turnieren im Wochenrhythmus spezialisierten Reitzentren in den Niederlanden und Belgien oder auf Frühjahres-Turnierserien auf der iberischen Halbinsel Weltranglistenpunkte zu sammeln.
Der Große Preis des vom 21. bis 25. April 2021 durchgeführten Turniers stand am Schlusstag ab 12:45 Uhr auf dem Programm. Der Parcoursbauer stand vor der Herausforderung, die Hindernisse aufgrund der CSI 2*-Ausschreibung nur bis 1,45 Meter Höhe bauen zu können. Dabei musste er einen Kurs für ein Teilnehmerfeld bauen, welches viele Reiter umfasste, die ansonsten auf höherem Niveau starten. Zeitgleich  hatten die Pferde, die nicht zuvor in Südeuropa am Start waren, in diesem Jahr kaum Startmöglichkeiten bei Freiluftturnieren sammeln können. Die erlaubte Zeit des Springkurses des ersten Umlaufs war äußerst eng gesteckt, so dass es zu einer Vielzahl von Zeitfehlern und zu Flüchtigkeitsfehlern aufgrund des erhöhten Reittempos kam. Acht Reiter kamen mit ihren Pferden ohne Fehler in das Ziel. Für den zweiten Umlauf qualifizierten sich ein Paar mit einem Zeitstrafpunkt und die vier schnellsten Teilnehmer mit vier Strafpunkten.
Als zweiter Starter im zweiten Umlauf setzte Christopher Kläsener mit seinem Westfalenwallach Classic Man V die Konkurrenz mit einem schnellen fehlerfreien Ritt in 43,41 Sekunden unter Druck. Vier weitere Starter kamen ohne Fehler und mit einer weniger als eine Sekunde langsameren Zeit dicht an Kläsener heran, doch er blieb lange in Führung. Erst ganz zum Ende des zweiten Umlaufs kam es zum Führungswechsel: Patrick Stühlmeyer und Varihoka du Temple, die schon mehrfach für Deutschland in Nationenpreisen am Start waren, konnten Kläseners Zeit um drei Hundertstelsekunden unterbieten. Als letztes Paar des zweiten Umlauf gelang es dem ebenfalls mit viel Erfahrung auf Topniveau ausgestatteten Paar Maurice Tebbel und Don Diarado sich den Sieg zu sichern.
|             | Reiter               | Pferd              | 1. Umlauf | 1. Umlauf   | 2. Umlauf | 2. Umlauf | Wertungs- punkte |
| Strafpunkte | Reiter               | Pferd              | Zeit (s)  | Strafpunkte | Zeit (s)  |           | Wertungs- punkte |
| ----------- | -------------------- | ------------------ | --------- | ----------- | --------- | --------- | ---------------- |
| 1           | Maurice Tebbel       | Don Diarado        | 0         | -           | 0         | 42,96     | 20               |
| 2           | Patrick Stühlmeyer   | Varihoka du Temple | 0         | -           | 0         | 43,38     | 17               |
| 3           | Christopher Kläsener | Classic Man V      | 4         | -           | 0         | 43,41     | 15               |

(Plätze eins bis drei von insgesamt 50 Teilnehmern)

### Redefin
Zum zweiten Mal war das Pferdefestival Redefin Teil der Riders Tour. Ohne Zuschauer und daher mit verringertem Preisgeld als CSI 2* ausgeschrieben, fand das Turnier vom 7. bis 9. Mai 2021 in Redefin statt. Die Springprüfungen fanden auf dem Reitplatz vor dem Portal der Reithalle des Landgestütes Redefin statt.
Eine der Hauptschwierigkeiten des ersten Umlaufs im Großen Preis war die zweifache Kombination, direkt gefolgt von einem Steilsprung mit einer blauen Wellenplanke als oberstem Hindernisteil. Die Hindernishöhen des Springkurses ging bis zu den für einen CSI 2* maximal zulässigen 1,45 Meter, die erlaubte Zeit war großzügig bemessen und spielte daher keine große Rolle. 12 der 49 Starter blieben im ersten Umlauf ohne Fehler, so dass Ebba Johansson als einzige Teilnehmerin mit ausschließlich einem Zeitstrafpunkt auch in den zweiten Umlauf einzog.
Im zweiten Umlauf gelang dem zweiten Starterpaar die erste fehlerfreie Runde: Patrick Stühlmeyer, der zwei Tage zuvor mit seinem Spitzenpferd Varihoka du Temple in Prag einen Nationenpreis bestritten hatte, kam in Redefin mit der Stute Carmina in 39,66  Sekunden in das Ziel. Der Bereich von 38 / 39 Sekunden benötigter Zeit erwies sich in Folge für viele als erreichbar: Simon Heineke reihte sich fehlerfrei mit 39,71 Sekunden direkt hinter Stühlmeyer ein, Tim Rieskamp-Goedeking übernahm mit dem westfälischen Hengst Coldplay 38,65 Sekunden die Führung. Das fünfte Starterpaar brachte erneut einen Führungswechsel: André Thieme bestritt mit seiner Stute Chakaria in Redefin ihr erstes Turnier nach dem Sieg im Great American $1 Million Grand Prix in Ocala im März. Beide bestritten die leichteren Anforderungen des Großen Preises von Redefin ohne große Mühen und zeigten im Stechen ein deutlich höheres Tempo als die bisherigen Starter. Fehlerfrei in 37,04 Sekunden kamen Thieme und Chakaria in das Ziel.
Sieben weitere Paare folgten vor dem letzten Starter, überwiegend fehlerfrei oder mit einem Springfehler in 38- / 39-Sekunden-Zeiten. Als letztes Starterpaar gingen die Sieger der Hauptprüfung des Vortages in den zweiten Umlauf: Richard Vogel, der zu den aufsteigenden Talenten des Jahres 2020 zählte (Mai 2020: Platz 793 der Weltrangliste, Mai 2021: Platz 187 der Weltrangliste), war hier mit Never Walk Alone am Start. Der Wallach, den Vogel Ende 2020 von seinem Stallkollegen David Will übernommen hatte, hatte 2019 den King Georges V Gold Cup bei der  CSIO 5* Royal International Horse Show gewonnen. Vogel und Never Walk Alone konnten im zweiten Umlauf als einzige mit dem Tempo von André Thieme mithalten. Sie durchritten die Ziellinie ohne Fehler in genau 37 Sekunden und damit vier Hundertstelsekunden schneller als Thieme, was ihnen den Sieg brachte.
|             | Reiter             | Pferd            | 1. Umlauf | 1. Umlauf   | 2. Umlauf | 2. Umlauf | Wertungs- punkte |
| Strafpunkte | Reiter             | Pferd            | Zeit (s)  | Strafpunkte | Zeit (s)  |           | Wertungs- punkte |
| ----------- | ------------------ | ---------------- | --------- | ----------- | --------- | --------- | ---------------- |
| 1           | Richard Vogel      | Never Walk Alone | 0         | -           | 0         | 37,00     | 20               |
| 2           | André Thieme       | Chakaria         | 0         | -           | 0         | 37,04     | 17               |
| 3           | Carsten-Otto Nagel | L'Esperance      | 0         | -           | 0         | 38,15     | 15               |

(Plätze eins bis drei von insgesamt 49 Teilnehmern)

### München-Riem
Das in München-Riem ausgerichtete Reitturnier Pferd International München war im Jahr 2021 erstmals Teil der Riders Tour. Bisher stets am Himmelfahrtswochenende parallel zur Riders Tour-Etappe von Hamburg ausgetragen, fanden die Springprüfungen 2021 zwei Wochen später statt. Durch die Beschränkungen der COVID-19-Pandemie und den Nachwirkungen des EHV-1-Ausbruchs wäre es nicht möglich gewesen, das umfangreiche Sportprogramm der Pferd International München an einem Termin durchzuführen. Daher fanden am Himmelfahrtswochenende nur die Dressurwettbewerbe statt, eine Woche später die Wettbewerbe der Para-Dressur und vom 27. bis 30. Mai 2021 die Springreitwettbewerbe.
Die Prüfungen des CSI 2*-Turniers fanden auf dem baumbestandenen Hufeisenplatz statt, welcher neben dem Reitstadion Riem gelegen ist. Im ersten Umlauf des Großen Preises blieben 13 Reiter mit ihren Pferden fehlerfrei – was genau dem besten Viertel des Starterfeldes entsprach, welches im zweiten Umlauf startberechtigt ist. Früh im zweiten Umlauf setzte sich Maximilian Schmid mit dem 10-jährigen Wallach Guardiola an die Spitze der Rangierung. Das Paar blieb fehlerfrei und benötigte hierfür 50,51 Sekunden. Drei Schweizer Reiter in Folge kamen dicht an das Ergebnis von Schmid heran: Mathias Schibli und Adrian Schmid waren fehlerfrei und etwa ein bis zwei Sekunden langsamer und kamen damit zwischenzeitlich auf die Plätze zwei und drei. Pius Schwizer und sein Wallach Balou Rubin bewiesen ihre Erfahrung auch bei deutlich schwierigeren Prüfungen und kamen als erste mit einer Zeit von unter 50 Sekunden in das Ziel. Ein Hindernisfehler ließ ihn die Prüfung auf Platz sieben beenden.
Frederic Tillmann, der in der Riders-Tour-Etappe von Redefin auf Rang fünf gekommen war, ritt in München im Großen Preis den Oldenburger Wallach By Balou. Mit diesem blieb er ohne Fehler und war sechs Hundertstelsekunden schneller als Mathias Schibli, somit war Tillmann zunächst Zweiter. Simone Blum trat bei ihrem „Heimspiel“ (ihr Vater Jürgen Blum ist Veranstalter des Turniers) mit dem Schimmelwallach Cool Hill an. Blum benötigte wie Pius Schwizer weniger als 50 Sekunden für den Springkurs. Doch ihr gelang es dabei strafpunktfrei zu bleiben, so dass sie die Führung übernahm. Als letzten Reiter schien der Sieger der Qualifikationsprüfung zum Großen Preis, Tobias Bachl, noch Chancen auf ein Topergebnis zu haben. Seine Zeit hätte ihm den dritten Platz eingebracht, doch am letzten Hindernis fiel eine Stange. Damit stand der erste Sieg in einem internationalen Großen Preis im Jahr 2021 für Simone Blum fest. Auch wenn es nur zum zweiten Platz reichte, war es auch für Maximilian Schmid ein großer Erfolg. Schmid letzter großer Erfolg in der Riders Tour liegt fünf Jahre zurück, als er mit Chacon die Riders Tour-Etappe von München, damals noch beim Hallenturnier Munich Indoors ausgetragen, gewann.
|             | Reiter            | Pferd         | 1. Umlauf | 1. Umlauf   | 2. Umlauf | 2. Umlauf | Wertungs- punkte |
| Strafpunkte | Reiter            | Pferd         | Zeit (s)  | Strafpunkte | Zeit (s)  |           | Wertungs- punkte |
| ----------- | ----------------- | ------------- | --------- | ----------- | --------- | --------- | ---------------- |
| 1           | Simone Blum       | DSP Cool Hill | 0         | -           | 0         | 49,94     | 20               |
| 2           | Maximilian Schmid | Guardiola - N | 0         | -           | 0         | 50,51     | 17               |
| 3           | Frederic Tillmann | By Balou      | 0         | -           | 0         | 51,10     | 15               |

(Plätze eins bis drei von insgesamt 49 Teilnehmern)

### Donaueschingen-Immenhöfe
Das kleinere der internationalen Reitturniere in Donaueschingen, das Fest der Pferde auf den Immenhöfen, war erstmals Teil der Riders Tour. Das CSI 2*-Turnier fand vom 29. Juli bis 1. August 2021 statt. Mit elf fehlerfreien Ritten im ersten Umlauf blieb genau das beste Viertel der Teilnehmer ohne Fehler, das für den zweiten Umlauf qualifiziert war. Der Sieg ging an die deutsche Meisterin der Damen, Angelique Rüsen, mit ihrem aktuellen Toppferd Arac du Seigneur.
|             | Reiter             | Pferd            | 1. Umlauf | 1. Umlauf   | 2. Umlauf | 2. Umlauf | Wertungs- punkte |
| Strafpunkte | Reiter             | Pferd            | Zeit (s)  | Strafpunkte | Zeit (s)  |           | Wertungs- punkte |
| ----------- | ------------------ | ---------------- | --------- | ----------- | --------- | --------- | ---------------- |
| 1           | Angelique Rüsen    | Arac du Seigneur | 0         | -           | 0         | 49,59     | 20               |
| 2           | Patrick Stühlmeyer | Cloudless        | 0         | -           | 0         | 50,31     | 17               |
| 3           | Wolfgang Puschak   | Number One       | 0         | -           | 0         | 50,46     | 15               |

(Plätze eins bis drei von insgesamt 47 Teilnehmern)

### Hagen a.T.W. (Dressur-Europameisterschaften)

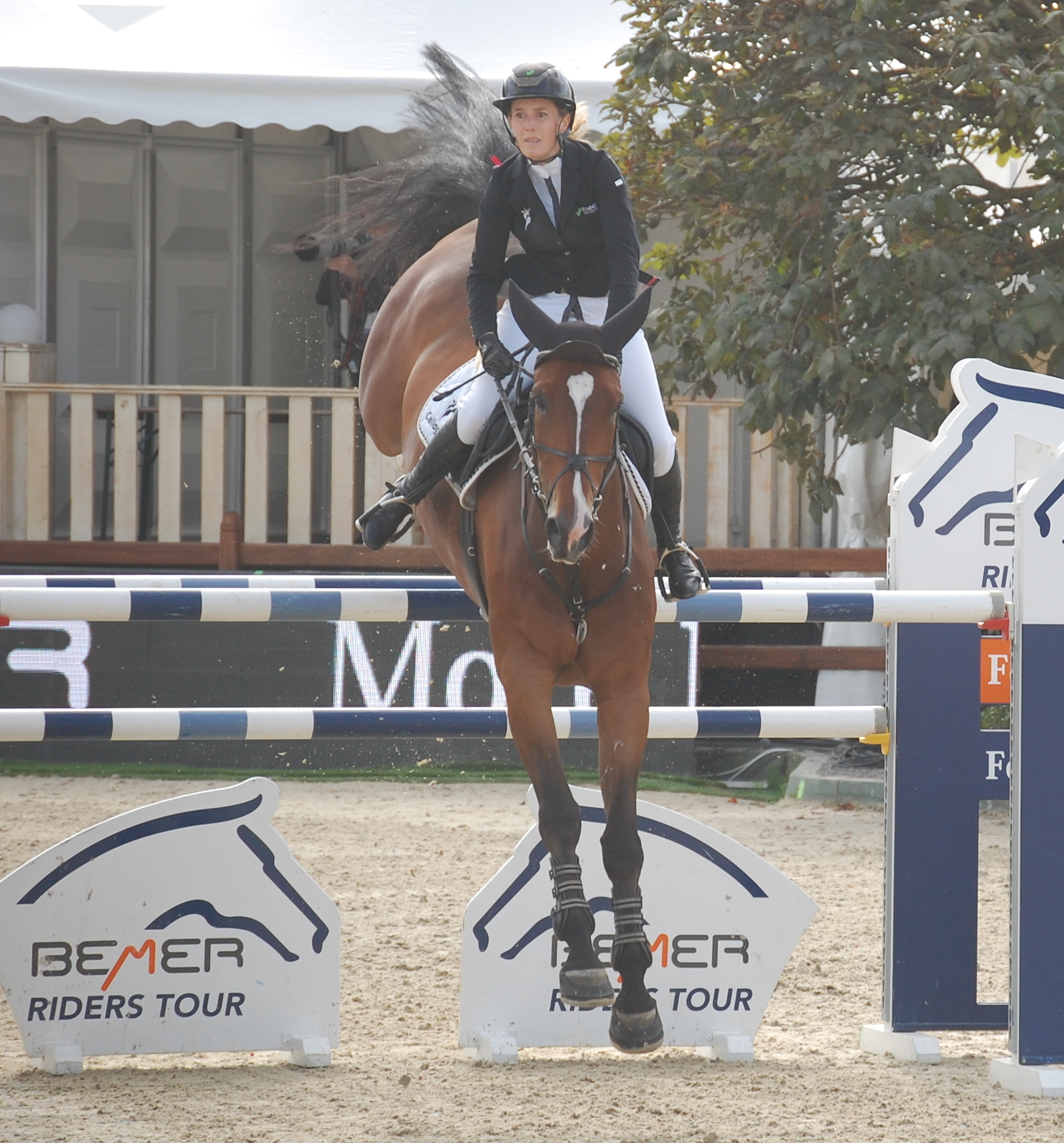
Janne F. Meyer-Zimmermann mit Messi van t Ruytershof

Vom 7. bis 12. September 2021 fanden Europameisterschaften der Dressurreiter und U25-Dressureiter in Hagen am Teutoburger Wald auf dem Hof Kasselmann statt. Als Rahmenprogramm zu den Dressurprüfungen wurde auch ein CSI 3*-Springreitturnier durchgeführt.
Die Riders Tour-Etappe bildet den Höhepunkt des Nachmittags des letzten Turniertags. Die Prüfung war mit 52.000 Euro dotiert, die Hindernisse waren mit bis zu 1,55 Meter deutlich höher als bei den bisherigen Etappen dieser Saison. 48 Reiter gingen mit ihren Pferden im ersten Umlauf der Riders Tour-Etappe an den Start. Die erlaubte Zeit war ausreichend bemessen, nur einige wenige Paare erhielten Zeitstrafpunkte. Fehlerfrei blieben im ersten Umlauf jedoch nur fünf Paare, so dass auch ein Reiter-Pferd-Paar mit einem Zeitstrafpunkt und sechs Teilnehmer mit je vier Strafpunkten in den zweiten Umlauf einzogen.
Im zweiten Umlauf nutzte Koen Vereecke als erster Starter die besondere Ausschreibung der Riders Tour-Etappen. Ohne den Ballast der vier Strafpunkte, die er im ersten Umlauf erhalten hatte, blieb er als erster Starter gleich mit einer schnellen Zeit von ca. 48 Sekunden fehlerfrei. David Will kam mit dem Schimmel Primus vom Neumühler Hof sogar in einer um zwei Sekunden schnelleren Zeit in das Ziel, musste dabei jedoch drei Springfehler verzeichnen. Felix Haßmann wurde seinem Ruf als Stechreiter mit stets sehr schnellen Runden gerecht, mit seinem Pferd Captain America kam er eineinhalb schneller als Vereecke in das Ziel und blieb dabei fehlerfrei. Als letzter Reiter, der im ersten Umlauf einen Springfehler gehabt hatte, ging Dominique Hendrickx in den zweiten Umlauf. Mit dem 12-jährigen Vintadge de la Roque kam er strafpunktfrei nochmals zwei Sekunden schneller als Felix Haßmann in das Ziel.

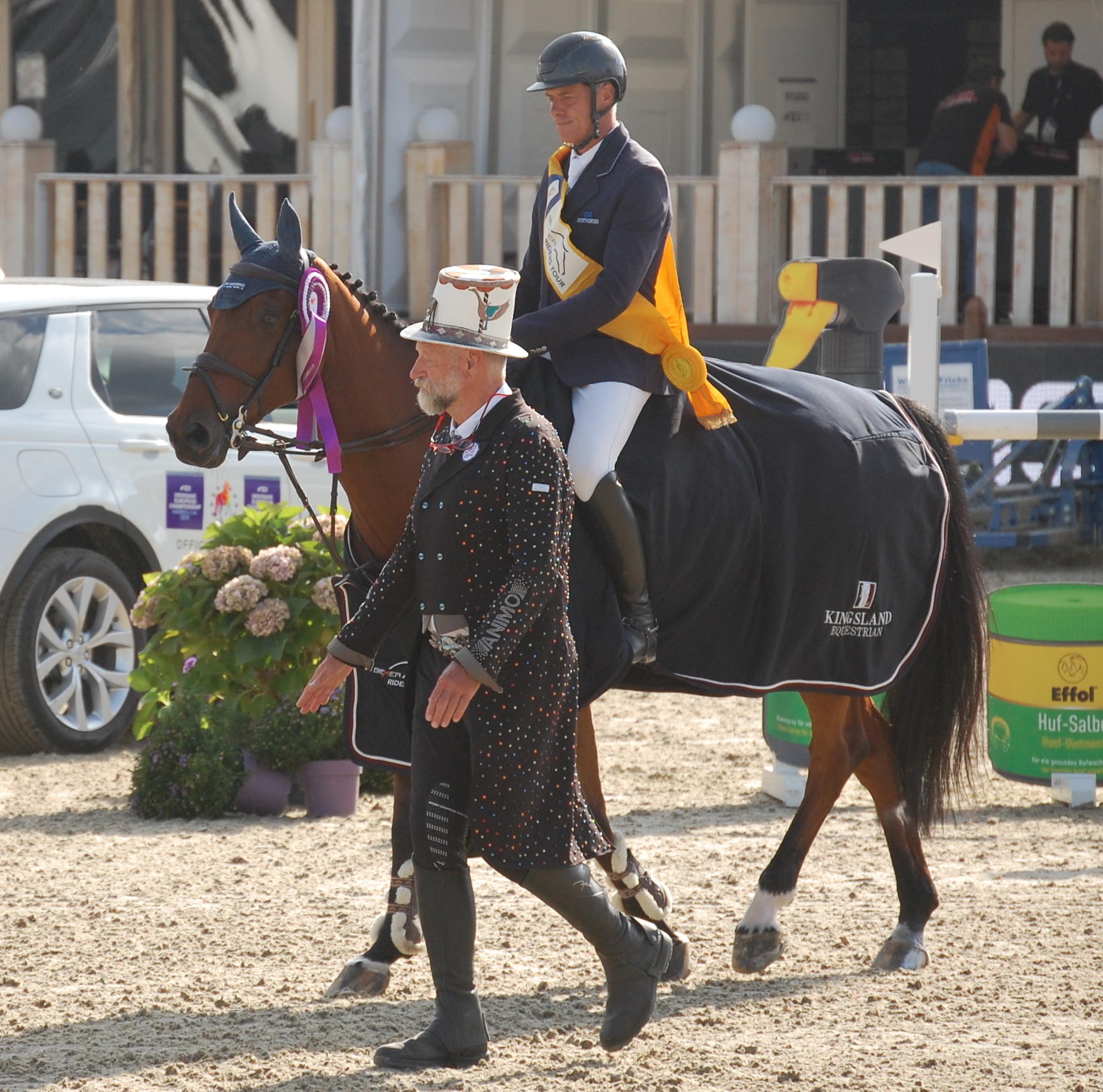
Die Sieger: Dominique Hendrickx und Vintadge de la Roque

Der Gesamtwertungsführende Patrick Stühlmeyer trat in dieser Etappe mit dem Wallach Calcento an, der noch bis Juli 2021 noch von Kōki Saitō im Sport vorgestellt wurde. Stühlmeyer wählte im zweiten Umlauf ein ruhiges Tempo, blieb fehlerfrei und sicherte sich damit bereits vorzeitig den Riders Tour-Gesamtsieg. Das Siegerpaar der Etappe auf den Immenhöfen, Angelique Rüsen und Arac du Seigneur, blieben bei ihrem zweiten Riders Tour-Start dieser Saison in beiden Umläufen ohne Fehler, im Ergebnis reihte sich Angelique Rüsen direkt hinter Felix Haßmann ein. In den zweiten Umlauf ihrer letzten Prüfung vor einer Schwangerschaftspause ging Janne Friederike Meyer-Zimmermann als abschließende Teilnehmerin an den Start. Mit dem 9-jährigen Messi van't Ruytershof blieb sie nicht nur ohne Fehler, sondern war auch geringfügig schneller als Felix Haßmann. Damit schloss sie die Etappe aus Rang zwei ab, der Sieg ging nach Belgien an Dominique Hendrickx.
|             | Reiter                    | Pferd                  | 1. Umlauf | 1. Umlauf   | 2. Umlauf | 2. Umlauf | Wertungs- punkte |
| Strafpunkte | Reiter                    | Pferd                  | Zeit (s)  | Strafpunkte | Zeit (s)  |           | Wertungs- punkte |
| ----------- | ------------------------- | ---------------------- | --------- | ----------- | --------- | --------- | ---------------- |
| 1           | Dominique Hendrickx       | Vintadge de la Roque   | 4         | -           | 0         | 44,50     | 20               |
| 2           | Janne F. Meyer-Zimmermann | Messi van't Ruytershof | 0         | -           | 0         | 46,73     | 17               |
| 3           | Felix Haßmann             | Captain America        | 4         | -           | 0         | 46,79     | 15               |

(Plätze eins bis drei von insgesamt 48 Teilnehmern)

### Hagen a.T.W. (Finale)
Der Saisonabschluss sollte ursprünglich bei den VR Classics Neumünster vom 17. bis 20. Februar 2022 stattfinden. Das Turnier in Neumünster konnte zwar durchgeführt werden, aufgrund der geltenden Beschränkungen wurden jedoch nur die Dressur-Weltcupprüfungen ausgetragen. Daher wurde das Finale der Riders Tour 2021/2022 zum ersten Turnier der Riders Tour-Saison 2022/2023 verlegt. Dies war abermals das Turnier Horses & Dreams, so dass in Hagen a.T.W. in der Riders Tour-Saison 2021/2022 gleich drei Etappen ausgerichtet wurden.
Am Freitag, den 22. April 2022 und damit zwei Tage vor der ersten Riders-Tour-Prüfung der Folgesaison stand die mit gut 50.000 Euro dotierte Finalprüfung auf dem Programm. Elf der 46 Starter blieben im ersten Umlauf ohne Fehler. Dementsprechend gehörte mit Francisco José Mesquita Musa auch noch der schnellste der Reiter mit einem Zeitstrafpunkt zum besten Viertel des Teilnehmerfeldes – und war damit für den zweiten Umlauf startberechtigt. Max Kühner und Marcus Ehning, die beide zwei Wochen zuvor beim Weltcupfinale in Leipzig am Start gewesen waren, waren im zweiten Umlauf eher langsam unterwegs (Max Kühner zudem mit zwei Springfehlern) und hatten daher mit dem Sieg nichts zu tun.
Während der Gesamtwertungsführende Patrick Stühlmeyer als langsamster Reiter mit einem Zeitstrafpunkt den Einzug in den zweiten Umlauf verpasst hatte, kämpften die beiden bei der vorherigen Etappe auf Platz eins und zwei platzierten Reiter um den Sieg. Janne Friederike Meyer-Zimmermann kam bei einem ihrer ersten Turniere nach der Schwangerschaftspause, abermals mit dem Wallach Messi van't Ruytershof, fehlerfrei in unter 46 Sekunden in das Ziel. Dominique Hendrickx gelang der Null-Fehler-Ritt in einer nochmals gut 30 Sekunden schnelleren Zeit. Doch der Sieg ging an das siebenterfolgreichste Paar im internationalen Springreitsport des Jahres 2021, an Henrik von Eckermann und seine 11-jährige Stute Glamour Girl.
|             | Reiter                    | Pferd                  | 1. Umlauf | 1. Umlauf   | 2. Umlauf | 2. Umlauf | Wertungs- punkte |
| Strafpunkte | Reiter                    | Pferd                  | Zeit (s)  | Strafpunkte | Zeit (s)  |           | Wertungs- punkte |
| ----------- | ------------------------- | ---------------------- | --------- | ----------- | --------- | --------- | ---------------- |
| 1           | Henrik von Eckermann      | Glamour Girl           | 0         | -           | 0         | 44,83     | 20               |
| 2           | Dominique Hendrickx       | Koriano van Klapscheut | 0         | -           | 0         | 45,17     | 17               |
| 3           | Janne F. Meyer-Zimmermann | Messi van't Ruytershof | 0         | -           | 0         | 45,41     | 15               |

(Plätze eins bis drei von insgesamt 46 Teilnehmern)

## Gesamtwertung
Vor der letzten Etappe lag Patrick Stühlmeyer bereits mit 21 Wertungspunkten in Führung. Somit musste er in Neumünster lediglich an den Start gehen, um den anhand des Punktestandes bereits sicheren Titel „Rider of the year“ für den Gesamtsieg zu erhalten. Der eine Wertungspunkt, den Stühlmeyer bei Finale erzielte, ging nicht mehr in die Wertung ein, da für die Gesamtwertung lediglich die vier besten Ergebnisse pro Reiter gewertet werden.
|           | Reiter                    | Etappen | Etappen | Etappen        | Etappen  | Etappen      | Etappen | Gesamtpunkte |
| Hagen H&D | Reiter                    | Redefin | München | Donaueschingen | Hagen EM | Hagen Finale |         | Gesamtpunkte |
| --------- | ------------------------- | ------- | ------- | -------------- | -------- | ------------ | ------- | ------------ |
| 1         | Patrick Stühlmeyer        | 17      | 10      | –              | 17       | 10           | (1)     | 54           |
| 2         | Dominique Hendrickx       | –       | –       | –              | –        | 20           | 17      | 37           |
| 3         | Angelique Rüsen           | –       | –       | –              | 20       | 13           | 0       | 33           |
| 4         | Janne F. Meyer-Zimmermann | 0       | –       | –              | –        | 17           | 15      | 32           |
| 5         | Frederic Tillmann         | –       | 11      | 15             | 0        | 5            | (0)     | 31           |
| 6         | Simone Blum               | –       | –       | 20             | –        | –            | 8       | 28           |
| 7         | Maximilian Weishaupt      | –       | –       | 0              | 13       | –            | 9       | 22           |
| 8         | Wolfgang Puschak          | –       | –       | 0              | 15       | 6            | 0       | 21           |
| 9         | Maurice Tebbel            | 20      | –       | –              | –        | –            | 0       | 20           |
| 9         | Richard Vogel             | –       | 20      | 0              | –        | 0            | 0       | 20           |
| 9         | Henrik von Eckermann      | –       | –       | –              | –        | –            | 20      | 20           |